# Sanctuaire Notre-Dame de Mellieħa
Le sanctuaire Notre-Dame de Mellieħa est une église située dans la ville de Mellieħa, à Malte. L’Église catholique lui donne, par la décision de la Conférence épiscopale maltaise, le statut de sanctuaire national. Elle est le lieu d’un pèlerinage populaire.

## Historique
Les parties les plus anciennes datent de la fin du XVIe siècle mais, en raison de la popularité de ce pèlerinage, l'église a été plusieurs fois modifiée et agrandie en 1716-1719, 1719 étant la date de la construction de l'arche monumentale, 1815 et 1845-1847.

## Architecture
Deux grandes cloches occupent leurs places dans le clocher.

## Intérieur
La sacristie comporte de nombreux ex-voto et autres dons qui témoignent de la ferveur, de la foi et de la piété des maltais envers Notre-Dame. Deux statues sont particulièrement remarquables, notamment une de sainte Anne et une de saint Paul, édifiée au XIXe siècle.
Des chambres donnant sur la chapelle ont été construites pour accueillir les nombreux pèlerins.

### Crypte
Selon la légende, la fresque de style byzantin dans cette grotte située en dessous de l'église, serait de saint Luc, lorsqu'il échoua sur l'île avec saint Paul. Après plusieurs études, il apparaitrait que cette fresque daterait plutôt du XIIIe siècle.